# Müjde Uzman

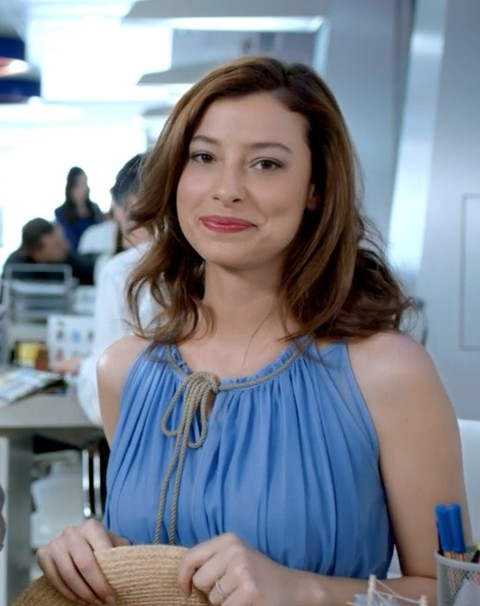
Müjde Uzman, 2014

Müjde Uzman (* 26. September 1984 in Istanbul) ist eine türkische Schauspielerin.

## Karriere
2001 gewann Uzman eine Wettbewerb für Models. Danach arbeitete sie als Moderatorin für verschiedene Musiksender.
Uzmans Schauspielkarriere begann 2008 in der Serie Paramparça Aşklar. Anschließend hatte sie 2010 Gastauftritte in Kapalı Çarşı und Aşk Bir Hayal. Ihren Durchbruch hatte sie in den Fernsehserien Eşkıya Dünyaya Hükümdar Olmaz, Muhteşem Yüzyıl und Kiralık Aşk. 2018 spielte sie in Savaşçı mit.
Neben ihrer Karriere im Fernsehen hatte Uzman Rollen in einer Reihe von Filmen, darunter Recep İvedik 2 und Hadi İnşallah.

## Filmografie
Filme
- 2008: Recep İvedik 2
- 2014: Hadi İnşallah

Fernsehserien
- 2008: Paramparça Aşklar
- 2010: Akasya Durağı
- 2010: Halil İbrahim Sofrası
- 2010: Aşk Bir Hayal
- 2010: Kapalıçarşı
- 2011: Bir Çocuk Sevdim
- 2013: Muhteşem Yüzyıl
- 2013: 20 Dakika
- 2013: Fatih
- 2015–2016: Eşkıya Dünyaya Hükümdar Olmaz
- 2016–2017: Kiralık Aşk
- 2018: Babamın Günahları
- 2018–2019: Savaşçı
- 2021: Bunu Bi' Düsünün
- 2022: Evlilik Hakkında Her Şey